# 미사동
미사동(渼沙洞)은 경기도 하남시의 법정동이자 행정동군이다. 한강 변에 선사시대 유적과 조정경기장, 경정장 등이 있다. 서울특별시 강동구 강일동과 연담화된 지역으로, 미사강변도시가 개발되면서 인구가 급증하였다.

## 역사
미사동(渼沙洞)은 본래 섬으로서 강변의 물결과 모래가 아름답다 하여 미사리(渼沙里)라 하였는데, 이후 미사리조정경기장이 지어질 때 육지와 연결되었다.
망월동(望月洞)에는 장마 때는 샛강이 범람하여 포구가 형성되기도 하였으며 따라서 망월포(望月浦)나 멍덜개라고도 했다. 자연마을로 상망(上望), 하망(下望), 구산(龜山), 장수동(長壽洞, 長水) 등이 있었는데 개발 이후 주택가가 형성되며 사라졌다.
선동(船洞)은 본래 둔지섬으로 이루어진 둔지리였는데, 당정섬과 미사동이 이어져 큰 섬을 이룰 때 하류지역에 있던 마을이었다. 1925년 대홍수로 당정섬과 미사동의 사람들이 건너와 살았다 하여 배말 또는 선동이라 부르게 되었다.
풍산동(豊山洞)은 덕풍리(德豊里) 일부와 황산리(荒山里, 거칠뫼) 일부를 합하여 만든 것으로, 두 이름에서 한 글자씩 따와 풍산동이라 하였다. 풍산리의 자연마을로 방아다리, 온천마을(더너물) 등이 있었다.

### 연혁
- 2014년 6월 5일 : 풍산동을 미사1동, 미사2동, 풍산동으로 분동하였다.
- 2023년 5월 1일 : 풍산동의 행정동명을 미사3동으로 변경하였다.

## 법정동

### 미사1동
- 미사동
- 망월동(望月洞)

### 미사2동
- 망월동
- 선동(船洞)

### 미사3동
- 풍산동

## 교육

### 미사1동
- 미사중앙초등학교
- 미사중학교
- 하남고등학교

### 미사2동
- 미사강변초등학교
- 미사강변중학교
- 미사강변고등학교
- 미사고등학교
- 미사초등학교